# 鹿城街道
鹿城街道，是中华人民共和国云南省楚雄彝族自治州楚雄市下辖的一个街道。
2024年，云南省人民政府批复同意撤销鹿城镇，设立鹿城街道、彝海街道，11月14日正式挂牌。

## 行政区划
鹿城街道下辖以下地区：
学桥街社区、中大街社区、米市街社区、东兴社区、西苑社区、北浦社区、龙江社区、雁塔社区、灵秀社区、福塔社区、河前社区和中本社区。